# Бункерная эстакада

Бункерная эстакада доменного цеха

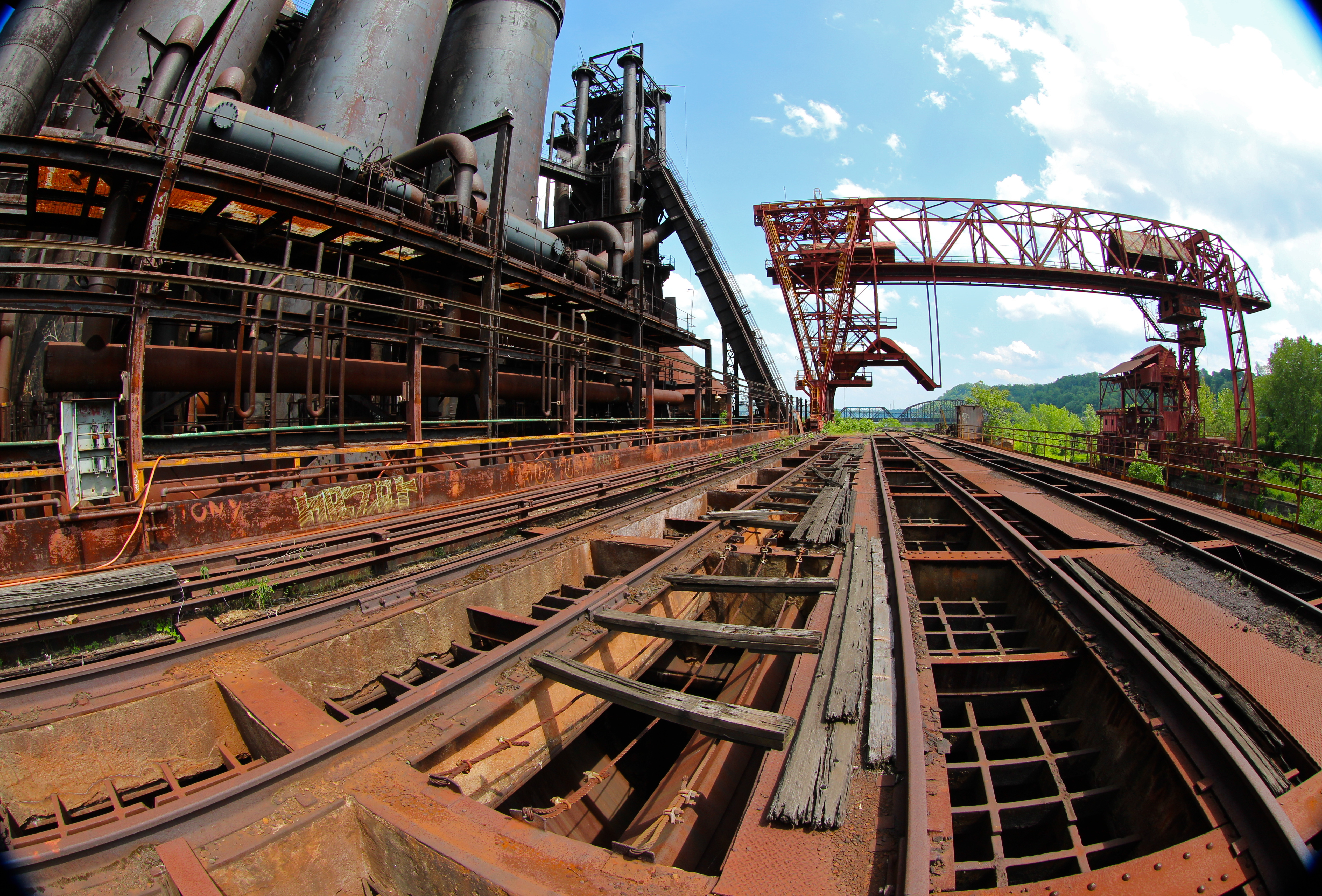
Бункерная эстакада доменного цеха

Бу́нкерная эстака́да предназначена для приёма основной массы шихтовых материалов у доменной печи, создание запасов материалов у печи, механизации их подачи к скиповому подъёмнику.
Бункеры расположены в 2 ряда вдоль оси доменных печей. Для погрузки материалов с рудного двора используется рудный трансферкор (движущийся электровагон). Сверху его нагружают материалом и направляют в печь, бункеры эстакады делятся на коксовые и рудные.
Коксовыми бункерами оборудована каждая печь. Нижняя часть бункера (горловина) имеет форму усечённой пирамиды и выходным отверстием, то есть перекрывается листовой задвижкой с ручным приводом и коксовым грохотом. Рудные бункеры в количестве 92 шт. в верхней части вертикальные, а в нижней части наклонены под углом 60° от стены.
Выходные отверстия оборудованы затворами барабанного типа, которые обеспечивают механизацию набора и подачи материала из бункера в вагон весы, которые представляют собой самодвижущийся вагон с 2 саморазгружающимися бункерами, взвешивающим механизмом.
Подача кокса в скипы подъёмника из коксовых бункеров осуществляется при помощи вибрационного грохота и весовой воронки. Коксовый грохот состоит из двух сит с диаметром отверстия у верхнего 80 мм, у нижнего 25 мм. Грохот устанавливается под коксовым бункером, предназначенном для отсева коксовой мелочи и загрузки кокса в весовую вагонку, которая взвешивает, дозирует и выдаёт крупный кокс в скип.